# I-Empire
I-Empire' je album rock zasedbe Angels and Airwaves. Izšel je 2007 pri založbi Geffen Records.

## Seznam skladb
1. "Call to Arms" - 5:05
2. "Everything's Magic" - 3:51
3. "Breathe" - 5:34
4. "Love Like Rockets" - 4:50
5. "Sirens" - 4:19
6. "Secret Crowds" - 5:03
7. "Star of Bethlehem" - 2:08
8. "True Love" - 6:08
9. "Lifeline" - 4:16
10. "Jumping Rooftops" - 0:45
11. "Rite of Spring" - 4:22
12. "Heaven" - 6:39